# Bithynia rubens
Bithynia rubens is een slakkensoort uit de familie van de Bithyniidae. De wetenschappelijke naam van de soort is voor het eerst geldig gepubliceerd in 1830 door Menke.